# Араксос (аэропорт)
Араксос (греч. Κρατικός Αερολιμένας Αράξου) (ИАТА: GPA, ИКАО: LGRX) — международный аэропорт гражданского и военного назначения в Греции. Обслуживает город Патры, третий по величине город в стране. Один из двух международных аэропортов на Пелопоннесе (второй — Каламата). Находится в одноимённой деревне в периферийной единице Ахея в периферии Западная Греция. Используется Военно-воздушными силами Греции и Военно-воздушными силами США.
Основан как военный аэродром в 1936 году. Взлётно-посадочная полоса завершена в начале апреле 1941 года, после начала Второй мировой войны. Тогда же в Араксосе британцами установлена первая в Греции радиолокационная станция, которая существовала до конца апреля того же года. Аэродром принял королевские военно-воздушные силы Югославии в середине апреля, в конце Югославской операции. В конце апреля Ахея была оккупирована Германией в ходе Греческой операции.
1 апреля 1962 года в Араксосе сформирован 116-й боевой авиационный полк (116 Σμηναρχία Μάχης), включающий 336-ю штурмовую эскадрилью, основу которой составляли истребители-бомбардировщики F-84F. В 1964 году F-84F заменены на F-104. 15 мая 1969 года 116-й боевой авиационный полк преобразован в 116-е боевое крыло (116 Πτέρυγα Μάχης, 116 ΠΜ). 30 июня 1977 года в Араксос переведена 335-я штурмовая эскадрилья. В 1992—1994 гг. F-104 заменены на штурмовики A-7E. Основу в настоящее время составляют бомбардировщики F-16 Block 52+ Advanced.